# Escut de Mislata
L'escut de Mislata és un símbol representatiu oficial del municipi valencià de Mislata (Horta Sud). Té el següent blasonament:
| « | Escut quadrilong de boca redona, partit. Al primer quarter, en camp de gules, un palau merletat d'or, maçonat i aclarit de sable. El segon quarter, bandat de sis peces, tres d'atzur i tres d'argent. Per timbre, una corona reial oberta. | » |

## Història
L'escut va ser aprovat per Resolució del 4 de desembre de 2001, del conseller de Justícia i Administracions Públiques, publicada en el DOGV núm. 4.165, del 10 de gener de 2002.
S'hi representa la Casa Gran, l'antic palau fortificat dels barons de Mislata, enderrocat per a construir l'Ajuntament actual. Al costat, les armes dels Urrea, que van concedir la carta de poblament a la localitat.